# Sirnagalih (Cisurupan)
Sirnagalih is een bestuurslaag in het regentschap Garut van de provincie West-Java, Indonesië. Sirnagalih telt 5855 inwoners (volkstelling 2010).